# Gary North
Gary Kilgore North, född i februari 1942, död 24 februari 2022 i Dallas,
var en amerikansk ekonomhistoriker, debattör och förläggare som i sitt skrivande var fokuserad på ekonomi, historia och kristen teologi. Som politisk och ekonomisk skribent var han högerorienterad och starkt influerad av den österrikiska skolan.

## Bakgrund
North växte upp i södra Kalifornien, som son till FBI-agenten Samuel W. North, Jr. och dennes fru Peggy. I high school konverterade han till kristendom och under collegetiden började han frekventera högerorienterade bokhandlar i Los Angeles.

## Filmer
- Unknown History of the 20th Century (DVD) (2006)  ASIN B000GABZ26